# Pablo Romero

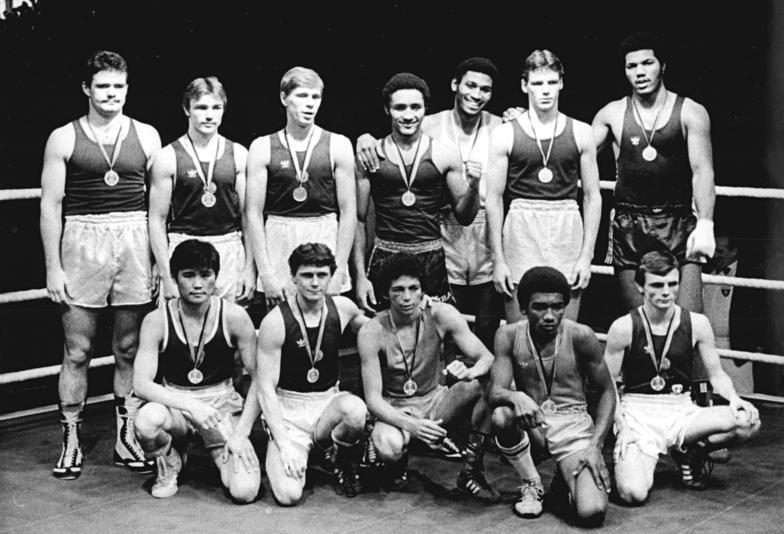
Romero (3. v. r. hinten), neben Henry Maske als Pokalsieger eines Boxturniers 1983 in Halle/Saale

Pablo Romero (* 1961) ist ein ehemaliger kubanischer Boxer. Er war Weltmeister der Amateure 1982 und 1986 im Halbschwergewicht.

## Werdegang
Von Pablo Romero ist nur bekannt, dass er als Jugendlicher mit dem Boxen begann und später Armeeangehöriger wurde.
Seine boxerischen Erfolge begannen bereits 1979 im Alter von 18 Jahren. In diesem Jahr startete er beim wichtigen Boxturnier des kubanischen Box-Verbandes „Giraldo Córdova Cardín“ in Havanna bereits bei den Senioren und belegte im Mittelgewicht hinter Weltmeister José Gómez Mustelier und Ventura Donatien, bde. Kuba, den 3. Platz. 1980 wurde er auch Dritter der kubanischen Meisterschaft hinter José Gómez Mustelier und Alejandro Montoya.
1981 musste Pablo Romero verletzungsbedingt pausieren. Ab 1982 startete er dann immer im Halbschwergewicht. In diesem Jahr wurde er mit einem Sieg über Ricardo Rojas auch erstmals kubanischer Meister und belegte auch beim „Giraldo-Córdova-Cardín“-Turnier in Guantánamo mit einem Sieg im Finale über Ildefonso Lugo den 1. Platz. Damit war der Weg für ihn frei für einen Start bei der Weltmeisterschaft in München. Er siegte dort nach einem Freilos über Danny Lindström aus Kanada, Waleri Shin aus der UdSSR (4:1-Punktsieg) und über Pawel Skrzecz aus Polen (5:0) und wurde damit erstmals Weltmeister.
1983 verlor Pablo Romero bei der kubanischen Meisterschaft im Endkampf überraschend gegen Julio Quintana Martínez nach Punkten und belegte deshalb nur den 2. Platz. Für diese Niederlage revanchierte er sich aber beim Giraldo-Córdova-Cardín-Turnier in Santiago de Cuba. Er besiegte hier Julio Quintana Martínez nach Punkten und wurde daraufhin bei den Panamerikanischen Spielen 1983 in Caracas eingesetzt. Im Finale dieser Meisterschaft kam er zu einem klaren Punktsieg über den späteren langjährigen Profi-Weltmeister im Schwergewicht Evander Holyfield aus den Vereinigten Staaten. 1983 siegte Pablo Romero auch beim sog. AIBA-Challenge-Match in Tokio über den US-Amerikaner Rick Womack nach Punkten (4:1), gegen den er dann aber bei der Nordamerikanischen Meisterschaft in Houston klar nach Punkten (0:5) verlor.
Im Olympiajahr 1984 gewann Pablo Romero mit einem Sieg im Endkampf über Julio Quintana Martínez zum zweiten Mal den kubanischen Meistertitel im Halbschwergewicht. Diesen Erfolg wiederholte er in den Jahren 1985 bis 1988. 1985 besiegte er dabei Benjamin Luperon und in den Jahren 1986 bis 1988 dreimal in Folge Orlando Despaigne nach Punkten. 1989 verlor er im Endkampf der kubanischen Meisterschaft dann gegen Orlando Despaigne, der auch im internationalen Boxring sein Nachfolger wurde. Mit einem erneuten Punktsieg über Julio Quintana Martínez beim „Giraldo-Córdova-Cardín“-Turnier in Sancti Spíritus erkämpfte sich Pablo Romero das Startrecht bei den Olympischen Spielen 1984 in Los Angeles. Er konnte dort aber nicht starten, weil Kuba diese Olympischen Spiele boykottierte. Bei der Ersatzveranstaltung für die boykottierenden Länder in Havanna, dem sog. Freundschaftsturnier, belegte er den 1. Platz er mit Siegen über Stanislaw Lakomiec, Polen (5:0), Milan Picka, ČSSR (5:0) und Waleri Shin, Sowjetunion (4:1). Einen eventuellen Olympiasieg konnte dieser Erfolg aber nicht ersetzen. Gegen Ende des Jahres 1984 unterlag Pablo Romero beim AIBA-Challenge-Match in Los Angeles gegen Rick Womack durch Abbruch i.d. 1. Runde.
Im Jahre 1985 standen keine großen internationalen Meisterschaften wie Weltmeisterschaften oder Olympische Spiele an. Bei der Meisterschaft der Armeen des Warschauer Paktes und befreundeter Nationen in Bydgoszcz gewann Pablo Romero über Naphan Gaman aus Syrien durch Abbruch i.d. 2. Runde und über Daniel Stantien aus der ČSSR durch Abbruch i.d. 3. Runde, musste sich dort aber im Endkampf gegen Witali Kaschanowski aus der UdSSR nach Punkten geschlagen geben und erreichte nur den 2. Platz.
1986 verlor Pablo Romero bei einem Vorbereitungsturnier auf die Weltmeisterschaften beim Grand Prix in Ústí nad Labem im Endkampf gegen Markus Bott aus der Bundesrepublik Deutschland nach Punkten. Bei der Weltmeisterschaft in Reno war er jedoch wieder in bester Form und wurde zum zweiten Mal Weltmeister im Halbschwergewicht. In seinem dortigen ersten Kampf musste er aber gegen René Suetovius aus der DDR hart kämpfen, ehe er gegen diesen knapp mit 3:2 Richterstimmen gewann. Seine übrigen Siege waren klarer: Punktsieg über John Beckles, England (5:0 Richterstimmen), Punktsieg über Damir Skaro, Jugoslawien (5:0) und im Endkampf Punktsieg über Loren Ross, USA (4:1).
1987 wurde Pablo Romero in Indianapolis wiederum Sieger bei den Panamerikanischen Spielen. Er schlug dort Brent Kosolofski aus Kanada nach Punkten, Andrew Maynard aus den Vereinigten Staaten durch Abbruch in der 2. Runde und Nelsom Adams aus Puerto Rico durch Abbruch in der 3. Runde. Bei den Nordamerikanischen Meisterschaften 1987 in Toronto siegte er im Finale über Brent Kosolofski durch K. o. in der 2. Runde. Eine Niederlage musste er aber beim Welt-Cup in Belgrad hinnehmen, wo er im Halbfinale gegen Juri Waulin aus der UdSSR nach Punkten verlor und deshalb nur auf den 3. Platz kam.
Im Jahre 1988 erkämpfte sich Pablo Romero beim „Giraldo-Cordova-Turnier“ in Las Tunas mit einem Punktsieg über Orlando Despaigne erneut die Teilnahmeberechtigung an den Olympischen Spielen dieses Jahres in Seoul. Er konnte auch dort nicht an den Start gehen, denn Kuba boykottierte auf Geheiß Fidel Castors aus heute unerklärlichen Gründen auch diese Spiele. Er wurde damit zum zweiten Mal Opfer der Ränkespiele von Politikern. So musste sich Pablo Romero 1988 mit einem Sieg bei den Central American & Caribbean Championships in Guatemala-Stadt, wo er im Endkampf Noe Chaion aus Guatemala durch K. o. in der 1. Runde besiegte, begnügen.
Nachdem Pablo Romero bei der kubanischen Meisterschaft 1989 gegen Orlando Despaigne verloren hatte, schlug er diesen beim „Giraldo-Córdova-Cardín“-Turnier in Pinar del Río und sicherte sich damit den Startplatz bei der Weltmeisterschaft in Moskau. In Moskau siegte er im Halbschwergewicht gegen John Pettersson aus Schweden durch Abbruch in der 1. Runde, schlug Meldon Orr aus Australien durch Abbruch in der 3. Runde und kam auch über Sandor Hranek aus der CSSR zu einem Abbruch-Sieg in der 1. Runde. Im Finale traf er auf den Olympiasieger von 1988 im Mittelgewicht Henry Maske aus der DDR, der eine Gewichtsklasse aufgerückt war und verlor gegen diesen, zwischenzeitlich waren die Punktemaschinen eingeführt worden, mit 11:18 Treffern nach Punkten. Damit wurde er bei seiner dritten Teilnahme bei Weltmeisterschaften Vize-Weltmeister.
Unmittelbar nach dieser Weltmeisterschaft beendete Pablo Romero seine Laufbahn als aktiver Boxer.

## Internationale Erfolge
| Jahr | Platz | Wettbewerb                                                        | Gewichtsklasse | |
| ---- | ----- | ----------------------------------------------------------------- | -------------- | --- |
| 1979 | 3.    | "Giraldo-Córdova-Cardín"-Turnier in Havanna                       | Mittel         | hinter José Gómez Mustelier u. Ventura Donatien, bde. Kuba |
| 1980 | 3.    | "Giraldo-Córdova-Cardín"-Turnier in Holguín                       | Mittel         | hinter José Gómez Mustelier u. Bernardo Comas, bde. Kuba |
| 1982 | 1.    | Chemiepokal in Halle (Saale)                                      | Halbschwer     | mit Abbruch-Siegen über Manfred Trauten, DDR u. Janusz Czerniszewski, Polen, jeweils in der 3. Runde |
| 1982 | 1.    | „Giraldo-Córdova-Cardín“-Turnier in Guantánamo                    | Halbschwer     | mit einem Punktsieg im Finale über Ildefonso Lugo, Kuba (3:2) |
| 1982 | 1.    | WM in München                                                     | Halbschwer     | mit Punktsiegen über Danny Lindström, Schweden, Waleri Shin, UdSSR (4:1) u. Pawel Skrzecz, Polen (5:0) |
| 1982 | 1.    | Zentralamerikanische und Karibische Meisterschaften in Havanna    | Halbschwer     | mit einem Abbruch-Sieg in der 2. Runde über Glen Noel, Trinidad und Tobago u. einem Punktsieg über Eddy Ruiz, Puerto Rico (5:0) |
| 1983 | 1.    | Chemiepokal in Halle (Saale)                                      | Halbschwer     | mit einem Abbruch-Sieg in der 2. Runde über Jens Demmler, DDR |
| 1983 | 1.    | AIBA-Challenge-Match in Tokio                                     | Halbschwer     | mit einem Punktsieg über Rick Womack, USA (4:1) |
| 1983 | 1.    | „Giraldo-Córdova-Cardín“-Turnier in Santiago de Cuba              | Halbschwer     | mit einem Punktsieg im Finale über Julio Quintana Martínez, Kuba |
| 1983 | 1.    | Panamerikanische Spiele in Caracas                                | Halbschwer     | mit einem Punktsieg im Finale über Evander Holyfield, USA |
| 1983 | 2.    | Nordamerik. Meisterschaft in Houston                              | Halbschwer     | nach einer Punktniederlage gegen Rick Womack |
| 1983 | 1.    | Zentralamerikanische und Karibische Meisterschaften in Havanna    | Halbschwer     | mit einem Abbruch-Sieg in der 1. Runde über Manuel Sanchez, Dominikanische Republik |
| 1984 | 2.    | AIBA-Challenge-Match in Los Angeles                               | Halbschwer     | Abbruch-Niederlage in der 1. Runde gegen Rick Womack, USA |
| 1984 | 1.    | „Giraldo-Córdova-Cardín“-Turnier in Sancti Spíritus               | Halbschwer     | mit einem Punktsieg im Finale über Julio Quintana Martínez, Kuba |
| 1984 | 1.    | „Spiele der Freundschaft“ in Havanna                              | Halbschwer     | mit Punktsiegen über Stanislaw Lakomiec, Polen (5:0), Milan Picka, CSSR (5:0) u. Waleri Shin (4:1) |
| 1985 | 2.    | Grand Prix in Ústí nad Labem                                      | Halbschwer     | nach einer Punktniederlage gegen Pavel Sovik, ČSSR |
| 1985 | 1.    | „Giraldo-Córdova-Cardín“-Turnier in Ciego de Ávila                | Halbschwer     | mit einem Punktsieg über Benjamin Luberon, Kuba (5:0) |
| 1985 | 2.    | Meisterschaft der Armeen der Warschauer Pakt-Staaten in Bydgoszcz | Halbschwer     | mit einem Abbruch-Sieg in der 2. Runde über Naphan Gaman, Syrien, einem Abbruch-Sieg in der 3. Runde über Daniel Stantien, CSSR u. einer Punktniederlage gegen Witali Kaschanowski, UdSSR                                                                  |
| 1986 | 1.    | Strandscha-Turnier in Sofia                                       | Halbschwer     | mit einem Punktsieg im Finale über Dejan Kirilow, Bulgarien (5:0) |
| 1986 | 2.    | Grand Prix in Ústí nad Labem                                      | Halbschwer     | nach einer Punktniederlage gegen Markus Bott, BRD |
| 1986 | 1.    | „Giraldo-Córdova-Cardín“-Turnier in Camagüey                      | Halbschwer     | nach einem Punktsieg im Finale über Orlando Despaigne, Kuba |
| 1986 | 1.    | WM in Reno                                                        | Halbschwer     | mit Punktsiegen über René Suetovius, DDR (3:2), John Beckles, England (5:0), Damir Skaro, Jugoslawien (5:0) u. Loren Ross, USA (4:1) |
| 1987 | 1.    | Panamerikanische Spiele in Indianapolis                           | Halbschwer     | mit einem Punktsieg über Brent Kosolofski, Kanada (5:0), einem Abbruch-Sieg in der 2. Runde über Andrew Maynard, USA u. einem Abbruch-Sieg in der 3. Runde über Nelson Adams, Puerto Rico                                                                  |
| 1987 | 1.    | Nordamerikanische Meisterschaft in Toronto                        | Halbschwer     | mit einem KO-Sieg in der 2. Runde im Finale über Brent Kosolofski, Kanada |
| 1987 | 3.    | Welt-Cup in Belgrad                                               | Halbschwer     | mit einem Punktsieg über Min Byung-jong, Südkorea (5:0) u. einer Punktniederlage im Halbfinale gegen Juri Waulin, UdSSR |
| 1988 | 1.    | Bee-Gee-Turnier in Helsinki                                       | Halbschwer     | mit einem Punktsieg im Finale über Dejan Kirilow |
| 1988 | 1.    | „Giraldo-Córdova-Cardín“-Turnier in Las Tunas                     | Halbschwer     | mit einem Punktsieg über Orlando Despaigne |
| 1988 | 1.    | Central American & Caribbean Championships in Guatemala-Stadt     | Halbschwer     | mit einem KO-Sieg in der 1. Runde im Finale über Noe Chaion, Guatemala |
| 1989 | 1.    | Strandscha-Turnier in Sofia                                       | Halbschwer     | mit einem Abbruch-Sieg in der 3. Runde über Alen Koschukarow, Bulgarien, einem Abbruch-Sieg in der 2. Runde über John Vergauwen, Niederlande u. einem kampflosen Sieg im Finale über Stanislaw Lakomiec                                                    |
| 1989 | 1.    | „Giraldo-Córdova-Cardín“-Turnier in Pinar del Río                 | Halbschwer     | mit einem Punktsieg über Orlando Despaigne |
| 1989 | 2.    | WM in Moskau                                                      | Halbschwer     | mit einem Abbruch-Sieg in der 1. Runde über John Pettersson, Schweden, einem Abbruch-Sieg in der 3. Runde über Meldon Orr, Australien, einem Abbruch-Sieg in der 1. Runde über Sandor Hranek, CSSR u. einer Punktniederlage gegen Henry Maske, DDR (11:18) |

## Länderkämpfe
| Jahr | Ort     | Begegnung      | Gewichtsklasse | Ergebnis                                       |
| ---- | ------- | -------------- | -------------- | ---------------------------------------------- |
| 1982 | Havanna | Kuba gegen USA | Halbschwer     | KO-Sieger in der 1. Runde über Johnny Williams |
| 1982 | Reno    | USA gegen Kuba | Halbschwer     | Punktsieger über Sherman Griffo (5:0)          |
| 1984 | Reno    | USA gegen Kuba | Halbschwer     | Punktsieger über Evander Holyfield             |

## Kubanische Meisterschaften
| Jahr | Platz | Gewichtsklasse | Ergebnis                                                                 |
| ---- | ----- | -------------- | ------------------------------------------------------------------------ |
| 1980 | 3.    | Mittel         | hinter José Gómez Mustelier u. Alejandro Montoya                         |
| 1982 | 1.    | Halbschwer     | mit einem Punktsieg im Finale über Ricardo Rojas                         |
| 1983 | 2.    | Halbschwer     | nach einer Punktniederlage im Finale gegen Julio Quintana Martínez (1:4) |
| 1984 | 1.    | Halbschwer     | nach einem Punktsieg im Finale über Julio Quintana Martínez              |
| 1985 | 1.    | Halbschwer     | mit einem Punktsieg im Finale über Benjamin Luperon                      |
| 1986 | 1.    | Halbschwer     | mit einem Punktsieg im Finale über Orlando Despaigne                     |
| 1987 | 1.    | Halbschwer     | mit einem Punktsieg im Finale über Orlando Despaigne                     |
| 1988 | 1.    | Halbschwer     | mit einem Punktsieg im Finale über Orlando Despaigne                     |
| 1989 | 2.    | Halbschwer     | mit einer Punktniederlage im Finale gegen Orlando Despaigne              |